# Hermann Hartwich (Maler)

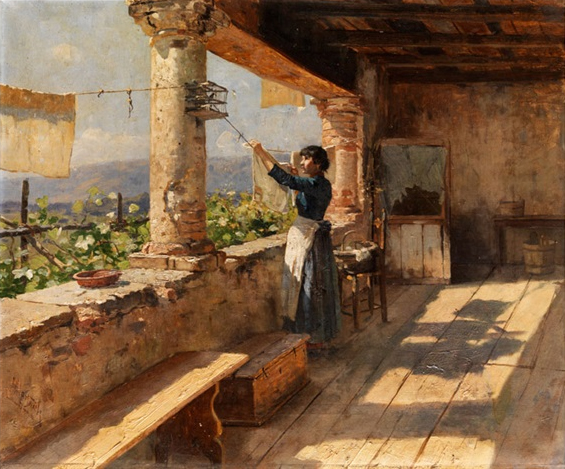
Junge Italienerin in einer Loggia beim Wäsche aufhängen

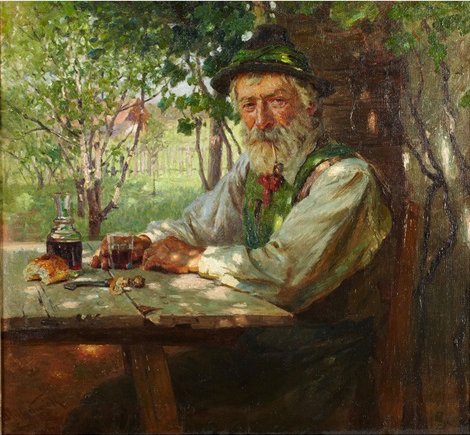
Rast im sonnigen Garten

Hermann Hartwich (amerikanisch Herman Hartwich oder Hartwick, * 8. Juli 1853 in New York; † 8. März 1926 in München) war ein amerikanisch-deutscher Landschafts- und Genremaler.
Hermann Hartwich erhielt seinen ersten Unterricht bei seinem Vater, der als Landschaftsmaler tätig war. Er studierte seit 1877 an der Königlichen Akademie der Künste in München als Schüler von Wilhelm von Diez und Ludwig von Löfftz. Seit 1881 stellte er auf den Ausstellungen im Münchner Glaspalast  aus.
In den Katalogen der Kunstausstellungen ist Hartwich mehrmals zu finden:
Im Katalog 1883:
- Seite 97: Hartwich H., München. Unter den Oliven
- Seite 249: Hartwich H., New-York. Portrait. Federzeichnung

Im Katalog 1888:
- Seite 51: Hartwich Hermann, München,
  - Auf der Wanderung
  - Frohndienst

Im Katalog 1889:
- Seite 39: Hartwich, Hermann, München,
  - Blättersammler
  - Saumweg

Im Katalog 1890:
- Seite 15: Hartwich, Herm., München.
  - Winterstimmung
  - Lombardische Bleiche

Im Katalog 1891:
- Seite 40: Hartwich, Hermann, München, Briennerstr. 25
  - Kreidebruch
  - Junges Gespann

Hartwich nahm 1888 bis 1901 sechsmal am Pariser Salon teil, wo er 1892 einen Preis gewann. Seit 1893 stellte er auch bei der Großen Berliner Kunstausstellung, seit 1895 bei der Münchener Secession aus. Er kehrte 1893 in die USA zurück, kam aber 1896 nach München zurück. Hier wurde er 1903 mit dem Titel Professor ausgezeichnet. Hartwich war vor allem Landschafts-, Tier-, Genre- und Figurenmaler.